# Arnold Adolph Berthold
Arnold Adolph Berthold, citato anche con la grafia Arnold Adolf Berthold (Soest, 26 febbraio 1803 – Gottinga, 3 gennaio 1861), è stato uno scienziato tedesco.
Studioso eclettico, fu attivo in particolare nei campi della fisiologia e zoologia. È meglio conosciuto nella scienza moderna per i suoi esperimenti pionieristici nel campo dell'endocrinologia. Ha pubblicato opere di erpetologia, ornitologia, entomologia e chimica.

## Biografia
Berthold, nato in una famiglia economicamente modesta, il padre era falegname, era il secondo nato di sei figli. Negli anni della maturità frequentò il Gymnasium nella natia Gottinga, dove approfondì lo studio della antichità classica, interessandosi tuttavia maggiormente alla storia naturale. Seguì l'esempio di suo fratello maggiore per studiare medicina all'Università Georg-August di Gottinga nell'agosto del 1819, redigendo la tesi sotto la direzione di Johann Friedrich Blumenbach (1752-1840) e alureandosi il 10 settembre 1823.
Dopo il dottorato rimase a Gottinga per un anno, dove nel 1825 si abilitò lavorando in seguito come medico generico, tuttavia il carattere irrequieto lo spinse ben presto a tentare altre strade, visitando altre università e cliniche, e programmando l'incontro con Johann Lukas Schönlein. Nel 1825, Berthold decise di praticare la medicina a Berlino e cominciò a sperimentare gli effetti del gas illuminante e del mercurio sul corpo umano. Continuò a girare la Germania e la Francia, frequentando le lezioni di altri luminari contemporanei, Georges Cuvier, Étienne Geoffroy Saint-Hilaire e André Marie Constant Duméril. Rinunciò all'idea della pratica medica privata e scrisse un articolo sulla ghiandola tiroidea del pappagallo. Tornò alla sua alma mater come privatdozent in medicina e iniziò a insegnare fisiologia, trascorrendo lì il resto della sua carriera. Nel 1835 divenne professore associato e professore ordinario di anatomia fisiologica e storia naturale nel 1836. Nel 1840 fu nominato direttore zoologico del museo. Nel frattempo, nel 1829, fu eletto membro dell'Accademia Cesarea Leopoldina e nel 1837 dell'Accademia delle scienze di Gottinga.
Pubblicò sui temi della durata della gravidanza, della crescita dei capelli, della miopia e dell'ermafroditismo. Nel 1829, pubblicò Lehrbuch der Physiologie des Menschen und der Thiere (Libro di testo sulla fisiologia degli uomini e degli animali) che fu più volte ristampato. Collaborò con Robert Wilhelm Bunsen nel 1834 per sviluppare l'uso dell'idrossido ferrico come antidoto per l'avvelenamento da arsenico. Berthold e K.J.M. Langenbeck assunsero essenzialmente la direzione dell'insegnamento dell'anatomia e della fisiologia sull'anziano Blumenbach. Nel 1840, Blumenbach morì e il suo ruolo fu assunto da Rudolf Wagner (Berthold scrisse una sezione di 20 pagine sul tema della fisiologia sessuale in un dizionario di fisiologia che Wagner curò). Berthold insegnò e incoraggiò il giovane Carl Bergmann (anatomista), che divenne noto per gli esperimenti sulla termoregolazione e che coniò i termini pecilotermia e omeotermia.

## L'apporto all'endocrinologia
Alcune delle precedenti pubblicazioni di Berthold erano specificamente legate alle ghiandole. Fino al XIX secolo gli scienziati avevano solo una vaga idea di come le ghiandole influenzassero il corpo.
I castrati (uomini che venivano castrati prima della pubertà) erano tenuti negli harem per assicurare che le donne rimanessero caste; dal medioevo i ragazzi venivano castrati per mantenere voci canore dal suono giovanile a causa della mancanza del pomo d'Adamo, ma in età adulta mantenevano anche un'attaccatura dei capelli dritta - priva, cioè, di "stempiature" -, sviluppavano grandi toraci e arti insolitamente lunghi. Gli effetti sul corpo intero erano altrettanto chiari negli animali: i capponi, polli di sesso maschile a cui praticano la castrazione, non sviluppavano le tipiche caratteristiche sessuali secondarie maschili del gallo, cioè l'aggressività, il canto, lo sviluppo muscolare, la propensione sessuale e più visibilmente la cresta e i bargigli; erano docili e sviluppavano carni tenere, che erano considerate una prelibatezza.
L'8 febbraio 1849 Berthold tenne una conferenza all'Accademia delle scienze di Gottinga, descrivendo di come avesse preso sei polli maschi e rimosso i testicoli da quattro di loro: i due uccelli non castrati continuarono a svilupparsi normalmente; gli altri uccelli rimasero senza caratteristiche maschili. Fondamentalmente, però, Berthold riprese un esperimento che sapeva essere stato tentato da John Hunter con risultati poco chiari prima del 1771 con le galline. Trapiantò nuovamente i testicoli nell'addome di due degli uccelli castrati, ma in una posizione diversa; gli uccelli rimascherati progredirono fino a sviluppare caratteristiche sessuali secondarie, indicando che i testicoli funzionavano effettivamente normalmente. All'autopsia, trovò che nei testicoli trapiantati era cresciuta una nuova vascolarizzazione ma nessun'altra connessione corporea: questo dimostrò finalmente che ciò che controllava le caratteristiche secondarie era trasportato dai testicoli attraverso il flusso sanguigno. La teoria prevalente, che le caratteristiche sessuali erano mediate dal sistema nervoso, fu così smentita.
Nonostante questo risultato innovativo, Berthold abbandonò completamente qualsiasi ulteriore lavoro di sviluppo in questo campo e anche i suoi contemporanei mostrarono poco interesse. La filosofia non riduzionista prevalente tra i fisiologi di Gottinga potrebbe aver influenzato il loro pensiero; Rudolph Wagner ripeté l'esperimento senza successo, e forse anche questo ebbe un effetto.
Nessun progresso importante fu fatto fino a cinque decenni dopo, con alcuni dei maggiori successi nel trattamento delle malattie della tiroide da parte di Victor Horsley e, poco dopo, del suo studente George Murray.

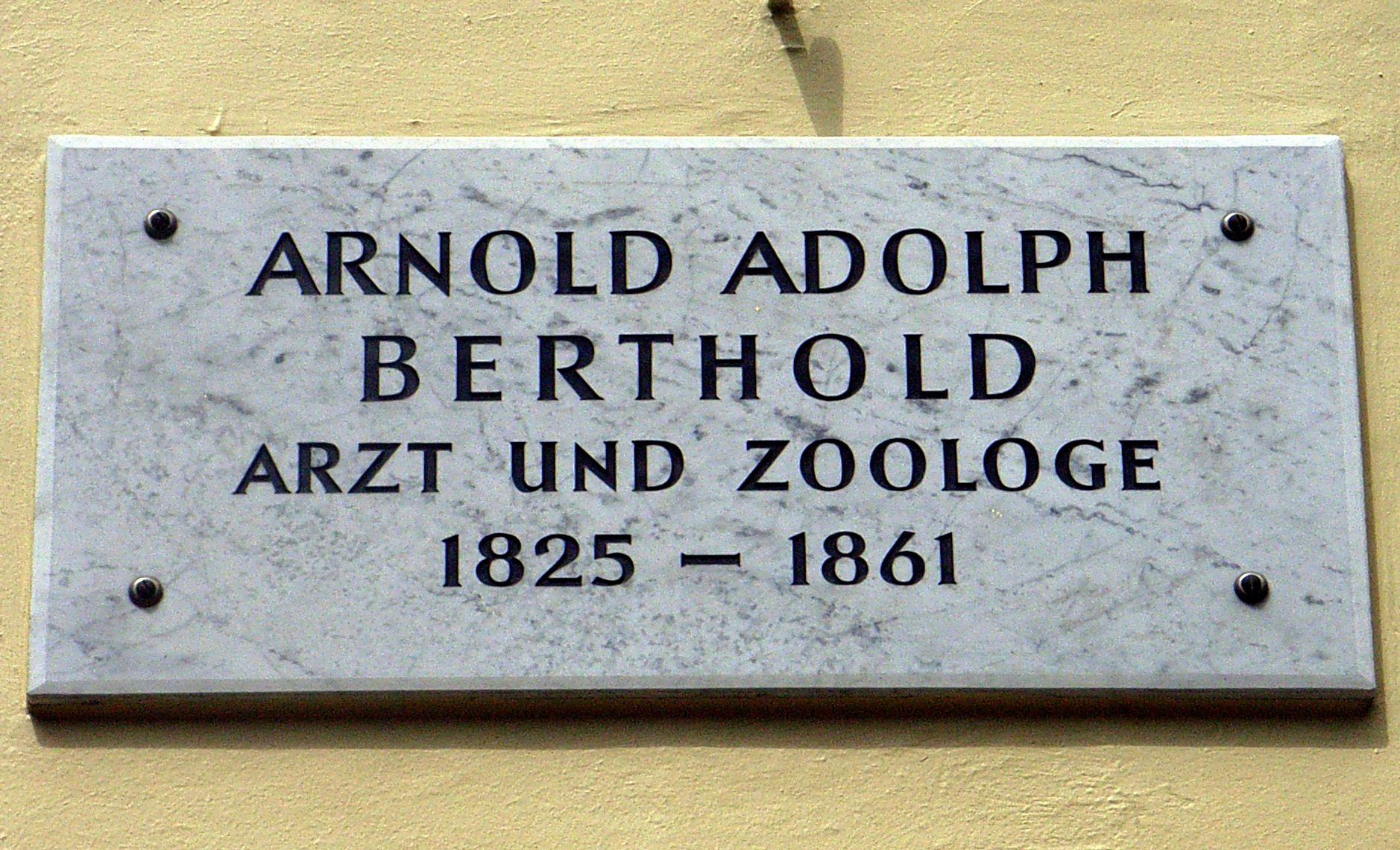
Lapide commemorativa a Gottinga

## Riconoscimenti
In suo onore, la Deutsche Gesellschaft für Endokrinologie (Società tedesca di endocrinologia) dal 1980 assegna annualmente la Medaglia Berthold (Berthold-Medaille), che è associata a una conferenza scientifica, la Berthold-Lecture, alla riunione annuale della società.
Berthold è inoltre ricordato nel nome scientifico di una specie di serpente, Simoselaps bertholdi.

## Opere
- (DE) Fritz Bolle, Berthold, Arnold Adolph, in Neue Deutsche Biographie, vol. 2, Berlin, Duncker & Humblot, 1955, ISBN 3-428-00183-4,  p. 166 (online).
- (DE) August Hirsch, Berthold, Arnold Adolf, in Allgemeine Deutsche Biographie, vol. 2, Lipsia, Duncker & Humblot, 1875,  p. 512.

| Berthold è l'abbreviazione standard utilizzata per le specie animali descritte da Arnold Adolph Berthold. Categoria:Taxa classificati da Arnold Adolph Berthold |